# Conte di Cefalonia
I Conti di Cefalonia (poi Conti Palatini di Cefalonia e Zante) sono stati i sovrani della Contea palatina di Cefalonia e Zante dal 1185, anno in cui il re Guglielmo II di Sicilia concesse la sovranità sull'Isola all'ammiraglio Margarito da Brindisi, al 1479, anno in cui la Contea fu annessa all'Impero ottomano. Il titolo di Margarito venne ereditato prima dalla famiglia Orsini e poi dai Tocco,che continuarono a reclamare il possesso delle isole anche dopo l'occupazione ottomana.

## Conti regnanti di Cefalonia

### Non dinastici (1185-1197)
- Margarito da Brindisi (1185-1197)

Fondatore della Contea. Insisto del titolo da Guglielmo II di Sicilia

### Orsini (1197-1358)
- Riccardo I Orsini, genero di Margarito (1197- inizi del XIII secolo)
- Matteo I di Cefalonia (inizi del XIII secolo), ma possedimento diretto della corona di Sicilia
- Riccardo II Orsini (1260-1303)
- Giovanni I Orsini (1303-1317)
- Nicola Orsini (1317-1318)
- Giovanni II Orsini (1318-1335), titolare, ma rivendicato come possedimento diretto dei sovrani angioini di Napoli
- Niceforo I Orsini (1335 – 1358), titolare, ma rivendicato come possedimento diretto dei sovrani angioini di Napoli

### Tocco
- Guglielmo II Tocco (1358) associato con Niceforo II Orsini
- Leonardo I Tocco (1358-1381)
- Carlo I Tocco (1381-1429)
- Maddalena Buendelmonti (1381-1388) reggente di Carlo I Tocco
- Leonardo II Tocco (1414-1415) associato al trono con Carlo I Tocco
- Carlo II Tocco (1429-1448)
- Leonardo III Tocco (1448-1479) (1482-1500) dal 1500 fino al 1503 rivendicatore del titolo di conte di Cefalonia.